# Sumner White
Sumner White est un skipper américain né le 17 novembre 1929 à New York et mort le 24 octobre 1988 à Summit (New Jersey). Il est le frère jumeau d'Edgar White.

## Carrière
Sumner White obtient une médaille d'or olympique dans la catégorie des 5.5 Metre lors des Jeux olympiques d'été de 1952 à Helsinki.